# James Farmer

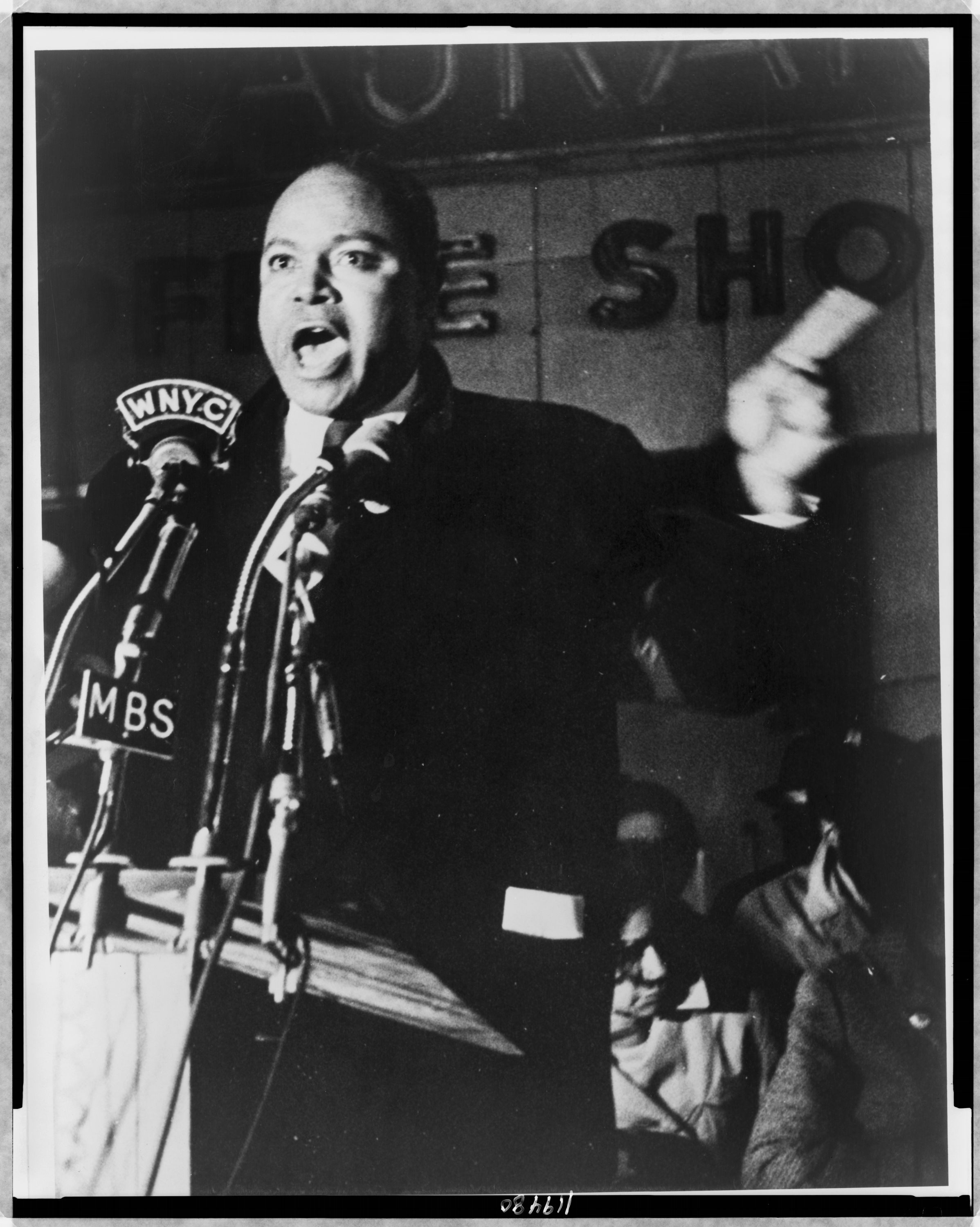
James Farmer

James Leonard Farmer junior (ur. 12 stycznia 1920 w Marshall, zm. 9 lipca 1999 we Fredericksburgu w Wirginii) – amerykański działacz praw człowieka, jeden z czterech przywódców amerykańskiego ruchu obrońców Afroamerykanów w latach 50. i 60. XX wieku (obok Roya Wilkinsa, Martina Luthera Kinga i Whitneya Younga).
W 1942 był jednym z założycieli Committee of Racial Equality (CORE), organizacji walczącej o zniesienie segregacji rasowej w Ameryce bez stosowania przemocy. Inicjował wiele działań, które miały na celu zwrócenie uwagi mediów i ludności Ameryki na prawa Afroamerykanów. W 1966 został wykładowcą Lincoln University, zaś w 1968 otrzymał od prezydenta Richarda Nixona szereg zadań w sektorze ochrony zdrowia i oświaty. Po wycofaniu się z polityki w 1975 założył Fund for an Open Society, licząc na większą integrację społeczeństwa amerykańskiego. W 1985 opublikował autobiografię pt. Lay Bare the Heart, zaś od 1984 do 1998 zajmował się nauczaniem. Od prezydenta Billa Clintona otrzymał Presidential Medal of Freedom. Zmarł z powodu powikłań wywołanych cukrzycą.
Był synem Jamesa L. Farmera seniora, profesora Wiley College, autora esejów, teologa i pierwszego Afroamerykanina z Teksasu, który uzyskał doktorat (Uniwersytetu Bostońskiego). W filmie Klub dyskusyjny (The Great Debaters, 2007, reż. Denzel Washington) w rolę Farmerów wcielili się Forest Whitaker (senior) i Denzel Whitaker (junior).